# Дарина Арчилівна

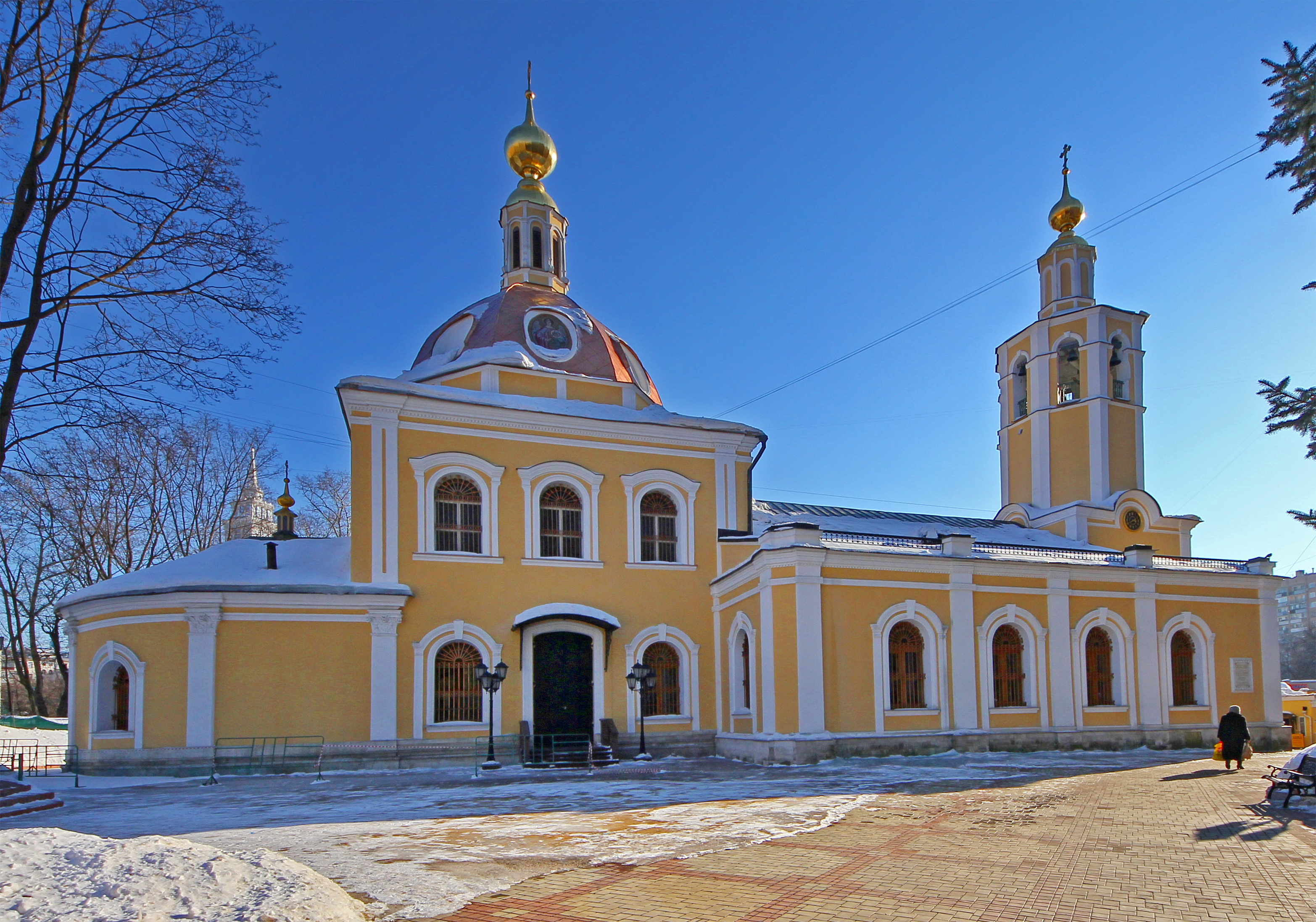
Храм Всіх Святих у Всіхсвятської

Дарина Арчилівна (Дареджан, груз. დარეჯან ბატონიშვილი (1665 або 1670 — 1740) — Імеретинська царівна з роду Багратіонів, дочка царя Імереті і Кахеті Арчила II, онука Картлійського царя Вахтанга V .
Разом з батьком і братами переїхала з Грузії в Москву. Її брат, Олександр Арчиловіч, під час Північної війни потрапив до шведського полону, і помер в Стокгольмі в 1711 році. У спадок від брата Дарині Арчилівні дістався його підмосковний маєток — село Всехсвятське. Вона жила там майже цілий рік:14
Дарина Арчилівна вела полузатворніческій спосіб життя. У неї ніколи не було своєї сім'ї. У придворних справах вона вважала за краще не брати участь. Переїжджати в Петербург вона теж не стала, хоча і мала великі статки:200
У 1722 році Петро I влаштовував святкування Ништадського миру — перемоги в Північній війні. Разом зі своєю свитою він зупинявся в маєтку Дар'ї Арчилівни, а наступного деня з Всесвятського в Москву відбулася маскарадна хода. Але незважаючи на вмовляння Петра I, Дар'я Арчилівна не стала брати участь в цих урочистостях:201
У 1728 році в будинку Дар'ї Арчилівни померла хвора на кір дочка царевича Олексія, велика княжна Наталія Олексіївна.:201 Ця смерть стала приводом для різних чуток.
У 1730 році в палаці Дар'ї Арчилівни на кілька днів зупинялася обрана на престол Аанна Іванівна:201 У Всхсвятському вона готувалася до урочистого в'їзду в Москву і зустрічалася з представниками Верховної таємної ради:306
Дарина Арчилівна займалася благодійністю і жертвувала свої кошти монастирям і храмам. Вона брала участь у благоустрої московського Донського монастиря, де були поховані її найближчі родичі. У 1733 — 1736 роках в селі Всехсвятське на кошти Дарина Арчилівни був побудований храм Всіх Святих, що зберігся до наших днів.
Дарина Арчилівна померла в 1740 році. Похована в Великому соборі Донського монастиря .